# Königsfeld, Mittelsachsen
Königsfeld là một đô thị trong huyện Mittelsachsen, bang tự do Sachsen, nước Đức. Đô thị Königsfeld, Mittelsachsen có diện tích 28,29 km², dân số thời điểm ngày 31 tháng 12 năm 2005 là 1717 người.